# Шафран этрусский
Шафра́н этру́сский (лат. Crócus etrúscus) — клубнелуковичное травянистое многолетнее растение, вид рода Шафран (Crocus) семейства Ирисовые, или Касатиковые (Iridaceae).

## Распространение  и экология
Встречается в северо-западной Италии, в Тоскане. Эндемик.
В листопадных лесах, на лугах, на высотах до 600 м.

## Ботаническое описание
Растение высотой  8—12 см.
Оболочка клубнелуковицы грубо-сетчатая.
Листья в числе 3—4, шириной 5—6 мм., появляются вместе с цветами.
Цветы высотой 8—10 см., околоцветник лиловый с жёлтым горлом, с тёмно-фиолетовым жилкованием снаружи. Рыльца оранжевые.
Цветёт с февраля по март.
Набор хромосом 2n = 8.

## Классификация

### Таксономия
Вид Шафран этрусский входит в род Шафран (Crocus) подсемейства Шафрановые (Crocoideae) семейства Ирисовые (Iridaceae) порядка Спаржецветные (Asparagales).
|  |                                      |  |                                                             |                                                             |                    |  | ещё 24 семейства (согласно Системе APG II) | ещё 24 семейства (согласно Системе APG II)   |                                              |  |  |  | ещё около 30 родов | ещё около 30 родов   |  |  |
|  |                                      |  |                                                             |                                                             |                    |  | ещё 24 семейства (согласно Системе APG II) | ещё 24 семейства (согласно Системе APG II)   |                                              |  |  |  | ещё около 30 родов | ещё около 30 родов   |  |  |
|  |                                      |  |                                                             | порядок Спаржецветные                                       |                    |  |                                            |                                              | подсемейство Шафрановые                      |  |  |  |                    | вид Шафран этрусский |  |  |
|  |                                      |  |                                                             | порядок Спаржецветные                                       |                    |  |                                            |                                              | подсемейство Шафрановые                      |  |  |  |                    | вид Шафран этрусский |  |  |
|  | отдел Цветковые, или Покрытосеменные |  |                                                             |                                                             | семейство Ирисовые |  |                                            |                                              | род Шафран                                   |  |  |  |                    |                      |  |  |
|  | отдел Цветковые, или Покрытосеменные |  |                                                             |                                                             |                    |  |                                            |                                              |                                              |  |  |  |                    |                      |  |  |
|  |                                      |  | ещё 44 порядка цветковых растений (согласно Системе APG II) | ещё 44 порядка цветковых растений (согласно Системе APG II) |                    |  |                                            | ещё 4 подсемейства (согласно Системе APG II) | ещё 4 подсемейства (согласно Системе APG II) |  |  |  | ещё около 80 видов |                      |  |  |
|  |                                      |  |                                                             | ещё 44 порядка цветковых растений (согласно Системе APG II) |                    |  |                                            |                                              | ещё 4 подсемейства (согласно Системе APG II) |  |  |  |                    |                      |  |  |